# Gosienica
Gosienica (niem. Hedwigshof) – dawna, nieistniejąca dziś osada w województwie zachodniopomorskim, w powiecie polickim w gminie Nowe Warpno, ok. 5 km na zachód od Warnołęki, której stanowiła kolonię. W zestawieniu PRNG opisana jako uroczysko-dawna miejscowość.

## Historia
W XIX w. powstała tu mleczarnia należąca do Karszna. Pierwotna nazwa (Dwór Jadwigi) osady została nadana na cześć córki hrabiego von Enckeort, żony landrata (od 1863) pow. Ueckermünde. Do 1939 r. osadę zamieszkiwało ok. 15 osób.
W czasie II wojny światowej zniszczona, wieś została zajęta pod koniec kwietnia 1945 r. przez wojska radzieckie (2 Front Białoruski – 2 Armia Uderzeniowa) i później oddana po administrację polską.
Miejscowość leżała na terenie obecnie należącym do obszaru ewidencyjnego wsi  Warnołęka.